# Blue Jay Way
A Blue Jay Way a The Beatles együttes dala az 1967-es Magical Mystery Tour albumról, valamint dupla középlemezről. A dal szerzője George Harrison volt.
A dal 1967. augusztus 1-jén keletkezett. Harrison ekkor Los Angeles városában a Hollywood Hills egyik úszómedencés villáját bérelte a Blue Jay Way-en. Ekkor kereste telefonon az együttes sajtófőnöke, Derek Taylor, hogy feleségével együtt meglátogatná. Azonban a villát nehezen találták meg a kacifántos utcákon, amit ekkor köd is borított be. A várakozási időt kitöltve Harrison egy 1965-ös Hammond orgonán játszott, amin a dallam született meg. Ehhez írta meg a dal kezdő sorát: "There's a fog upon L.A. / And my friends have lost their way". A dallam hangulata egy álom és ébrenlét közötti állapotot fest le, aminek keleties hangzása van. A dal végén a "Don't be long" 29 alkalommal kerül éneklésre.
A dalt az együttessel 1967. szeptember 6. és október 6. között rögzítette, a Magical Mystery Tour filmjük betétdalaként. Közreműködött egy stúdiózenész is, aki csellón játszott. Az együttes célja volt, hogy a dallam alapmotívuma, a misztikus köd is érzékelhető legyen. Emiatt az éneket, az orgona- és dobszólamokat dupla magnetofonnal rögzítették és visszafele játszották le, majd az örvénylő hangélményhez hangeffektusokat raktak.
A filmben Harrison törökülésben ülve a padlón krétával klaviatúrákat játszik (mint valami aszfaltrajzoló vagy indiai koldus), miközben a kamerával mindenféle technikai trükköt elvégeznek (például a prizmázást).

## Közreműködők
Ian MacDonal szerint:
The Beatles
- George Harrison - duplázott ének, vokál, Hammond-orgona
- Paul McCartney - vokál, basszusgitár
- John Lennon - vokál
- Ringo Starr - dob, csörgődob

Egyéb közreműködők
- ismeretlen - cselló